# Sulęcin (przystanek kolejowy)
Sulęcin – przystanek kolejowy w Sulęcinie, w województwie lubuskim w Polsce.
W roku 2017 przystanek obsługiwał 0–9 pasażerów na dobę.